# Mucho Macho
Mucho Macho és un curtmetratge d'animació mexicà produït el 1952 per Dibujos Animados S.A.
Part d'una sèrie de curtmetratges de propaganda anticomunista, a la pel·lícula es tracta de parodiar els neutrals per tal que s'involucren en la lluita contra el comunisme.
Des de l'any 2020, la versió amb doblatge en llengua anglesa es conserva als Arxius Nacionals dels Estats Units d'Amèrica.